# Antonio Bardellino
Antonio Bardellino (prononcé : [anˈtɔːnjo bardelˈliːno], né à San Cipriano d'Aversa le 4 mai 1945 et mort probablement à Rio de Janeiro le 26 mai 1988) est un Camorrista napolitain et patron du clan Casalesi, jouant un rôle de premier plan dans le crime organisé dans la province de Caserte dans les années 1980.  

## Biographie
Originaire de San Cipriano d'Aversa dans la province italienne de Caserte, Bardellino était une importante filiale de Cosa Nostra dans la région de Campanie. Selon le pentito Pasquale Galasso « Bardellino était le point de référence de tous les clans de Camorra, même ceux qui ne le supportaient pas. Avec son charisme, il a réussi à maintenir un certain équilibre en Campanie ».  Il était le fondateur du clan Casalesi, autour duquel pendant près d'une décennie s'est déplacée une confédération unie de familles (Schiavone, Bidognetti, Zagaria, Iovine, Venosa) ancrée dans un vaste territoire qui s'étendait du sud du Latium à travers l'agro aversano (zone d'Aversa), à Naples.

## Liens avec Cosa Nostra
Bardellino avait des contacts étroits au sein de la mafia sicilienne, initialement avec la famille Partanna-Mondello de Rosario Riccobono.  Avec Lorenzo Nuvoletta et Michele Zaza, il a prêté serment  scellant un pacte sur la contrebande de cigarettes en 1975,. 
Contrairement aux frères Nuvoletta, qui étaient alliés aux Corleonesi dirigés par Luciano Leggio et Salvatore Riina, Bardellino était allié à Rosario Riccobono, Stefano Bontade, Gaetano Badalamenti et Tommaso Buscetta, tous chefs de familles de Palerme forcé de fuir, vaincus par les Corleonesi lors de la deuxième guerre de mafia. 
En raison de la transformation qu'il a mise en œuvre au sein de son  clan, Bardellino était probablement l'initiateur du clan Casalesi dans la région de Casal di Principe et San Cipriano d'Aversa. Les rituels d’affiliation demeurent ainsi que les meurtre ainsi que l’infiltration continue dans l’économie légitime par les revenus issus du trafic  de drogues  favorisé par le tremblement de terre d'Irpinia en 1980 et la reconstruction qui s'est ensuivie.   Bardellino était propriétaire d'une entreprise d'import-export de farine de poisson avec d'autres clans facilitant l'opération de contrebande de cocaïne au Brésil. Outre le trafic de cocaïne, il était impliqué dans le commerce d'héroïne avec Lorenzo Nuvoletta et Ciro Mazzarella, approvisionnant la mafia sicilienne. 
Dans les années 1980, Bardellino s'est rendu compte que la cocaïne était la drogue la plus rentable et a organisé une opération de trafic en la faisant transiter via son activité commerciale de l'Amérique latine à Aversa. L'héroïne a également été introduite par contrebande et les envois à destination de la famille Gambino ont été dissimulés dans les filtres expresso. Lorsqu'un chargement est intercepté par les autorités, Bardellino aurait appelé John Gotti et lui aurait dit « Ne vous inquiétez pas, nous expedions deux fois plus par l'autre voie ».

## Nuova Famiglia
Bardellino était le principal représentant de la Nuova Famiglia (NF) (« Nouvelle famille »), une confédération de clans formée pour contrer le pouvoir croissant de la Nuova Camorra Organizzata (NCO) (« Nouvelle Camorra organisée »), dirigée par Raffaele Cutolo. La « NF  » était composée de Bardellino, Michele Zaza (un patron de Camorra ayant des liens étroits avec Cosa nostra), le clan Gionta (de Torre Annunziata), le clan Nuvoletta de Marano, le clan Alfieri de Saviano dirigé par Carmine Alfieri, le clan Galasso de Poggiomarino (dirigé par Pasquale Galasso), le clan Giuliano du quartier Forcella de Naples (dirigé par Luigi Giuliano) et le clan Vollaro de Portici (dirigé par Luigi Vollaro).  
La guerre qui en a résulté entre les FN et NCO fait un grand nombre de victimes des deux côtés et s'est terminée par la  victoire des FN. Cependant l'alliance NF s'est rapidement désintégrée, avec une guerre qui a éclaté entre les clans Bardellino et Nuvoletta vers la fin de 1983.

## Guerre contre les Nuvoletta
Alors que la deuxième guerre de la mafia entre les Corleonesi et la faction Bontade-Buscetta-Inzerillo-Badalamenti se déroulait en Sicile, ses effets se faisaient sentir sur la pègre campanienne. Le patron des Corleonesi, Salvatore Riina, a mandaté Lorenzo Nuvoletta pour ordonner le meurtre de Tommaso Buscetta. Nuvoletta sous traite la commande à Bardellino qui ne met pas l'ordre a exécution, car Bardellino a des amis communs avec Buscetta en Sicile, et a partagé une maison avec Buscetta au Brésil lorsque ce dernier était en fuite. Il se méfie également des Nuvoletta et n'est pas disposé à accepter leur suprématie avec l'ingérence des Corleonesi. L'attitude de Bardellino le met en danger, l'obligeant à passer les dernières années de sa vie à se cacher en dehors de l'Italie, en  l'Espagne, Brésil et Saint-Domingue. 
Vers la fin de 1982, averti par un membre de la police locale, Antonio Bardellino réussit à échapper à la capture dans son appartement de Rio de Janeiro. Une rencontre est organisée entre Bardellino et Nuvoletta à Zurich, mais Aniello Nuvoletta est arrêtée au rendez-vous. Bardellino est arrêté à Barcelone en novembre 1983  mais est  libéré sous caution et  disparaît,.

## La victoire
Une attaque est perpétrée dans la ferme de la famille Nuvoletta à Marano,  entraînant la mort l'un des frères, Ciro Nuvoletta. Deux mois plus tard, les événements culminent avec une attaque à Torre Annunziata,  qui a conduit au massacre au Circolo dei Pescatori (club de pêcheurs) de huit membres du clan Gionta alliés des Nuvoletta. Vingt-quatre autres ont été blessés. Cet épisode est connu sous le nom de massacre de Torre Annunziata. 
Cette action a permis à Antonio Bardellino d'élargir sa sphère d'influence sur la province de Caserte et de Naples. En dépit d'être un fugitif recherché par Interpol, Bardellino exerce toujours son pouvoir et coordonne les activités criminelles sans entrave, mais des désaccords interviennent avec les Basilicale.
En 1992, Pasquale Galasso a décidé de coopérer avec la justice, devenant ainsi le plus important repenti de la Camorra. Le premier à être arrêté est son ancien allié, Carmine Alfieri, qui l'a suivi sur la voie de la collaboration.

## Assassinat
Selon la version officielle, le 26 mai 1988, Antonio Bardellino est assassiné par son bras droit, Mario Iovine, dans sa maison brésilienne de Búzios, dans le cadre d'une querelle interne au sein du clan Casalesi.  Cependant, cette histoire n'a pu être vérifiée car le corps n'a pas été retrouvé et l'assassin présumé, Iovine même, était abattu au Portugal en 1991 dans une cabine téléphonique. Ces circonstances ont alimenté une légende selon laquelle Bardellino serait toujours vivant, déléguant le pouvoir aux autres familles du clan Casalesi. 
Lorsque son ami, Tommaso Buscetta, devenu pentito, a été interrogé sur le sort de Bardellino lors d'un témoignage devant la Commission Antimafia, il a répondu : « Est-il évident que Bardellino est mort? Je ne sais pas, mais je ne pense pas qu'il le soit ».  Quand la nouvelle de la mort de Bardellino s'est répandue, son neveu Paride Salzillo, qui administrait les biens de la région natale, est liquidé par le clan et la famille restante se réfugie à Formia. Après la disparition d'Antonio Bardellino, les cinq familles (Schiavone, Iovine, Bidognetti, De Falco et Zagaria) ont pris le contrôle.  
Son ancien allié Umberto Ammaturo, devenu témoin d'État (pentito), lorsqu'il a accordé une interview  au journal La Repubblica en mai 2010  a déclaré que Bardellino était toujours en vie. « Celui qui tue, surtout dans le cas de Bardellino, a intérêt à ce que le corps soit retrouvé pour prouver qu'il a bien été tué ».

## Déclaration de décès présumé
La Cour de Naples Nord a déclaré la mort présumée d'Antonio Bardellino le 14 juin 2018. La date présumée du décès a été fixée au 31 mai 1988. Il n'y a pas eu d'enquête ni de procès pour sa mort.